# Werner Northun

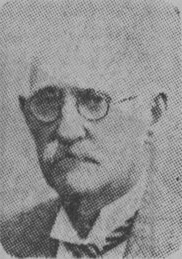
Werner Northun

Werner Northun, född 28 juli 1865 på Värmdö, död 11 april 1936 i Norrköping, var en svensk arkitekt främst verksam i Norrköping.

## Liv och verksamhet
Northun utbildade sig på Byggnadsyrkesskolan vid Tekniska skolan 1883-1887, Kungliga Tekniska Högskolan i Stockholm samt på Konsthögskolan i Stuttgart. Han blev anställd hos Isak Gustaf Clason som biträdande arkitekt, och hos stadsarkitekten Kasper Salin. Från 1896 bedrev han egen verksamhet i Norrköping (från 1897 tillsammans med Karl Landström) och senare tillsammans med sonen Nils. Northun var en mångsidig arkitekt och ritade bostadshus, bankpalats, hotell, biografer, vattentorn, saluhallar, stadshus och tingshus. Till Konst- och industriutställningen i Norrköping 1906 ritade han flera byggnader och kom där att arbeta tillsammans med Carl Bergsten och Gunnar Morssing.

## Byggnadsverk av Verner Northun

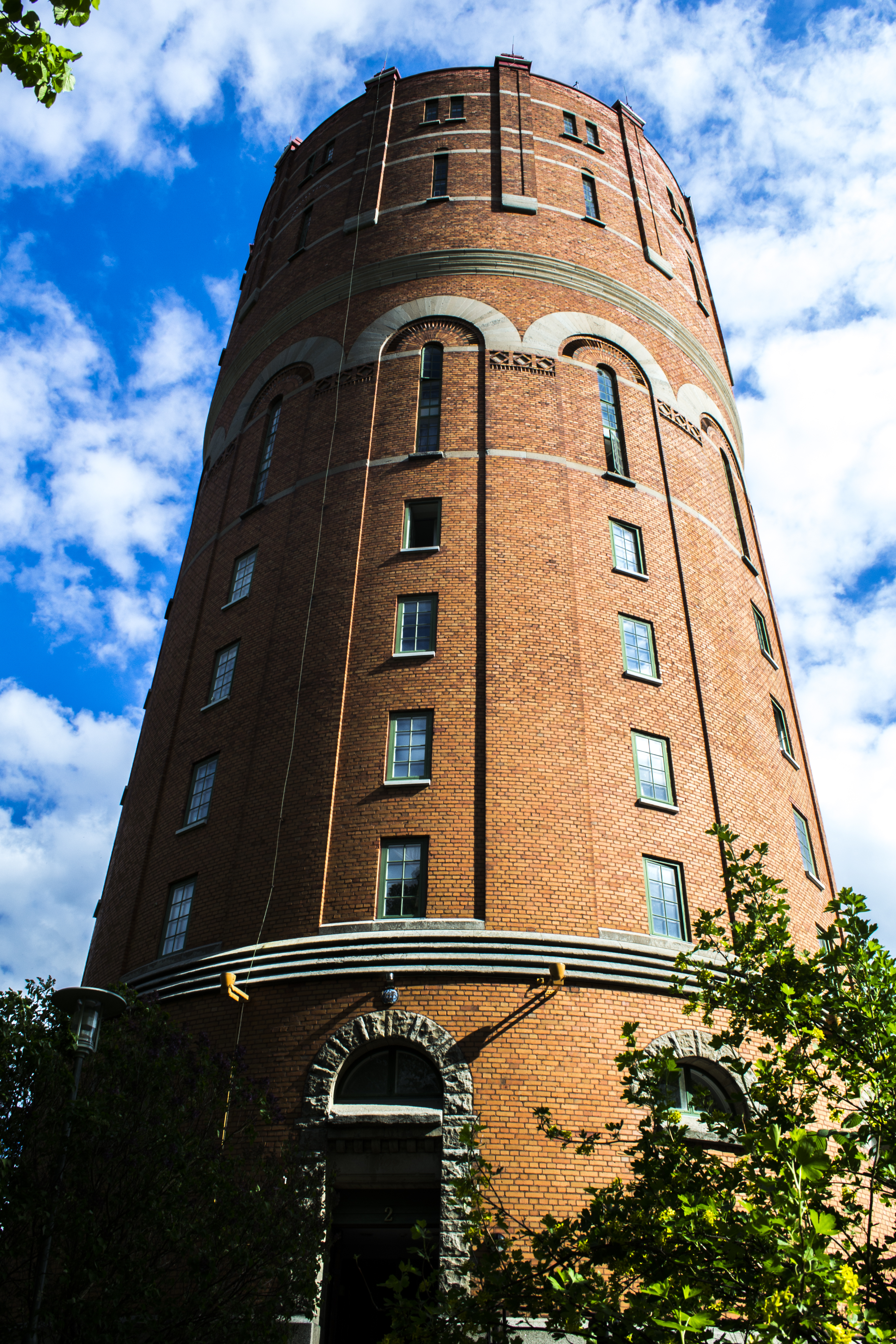
Norrköpings gamla vattentorn.

### Verk i Norrköping
- Ringborgska huset, Fleminggstan/Skepparegatan, Norrköping, 1898-1899
- Vikbolandets sparbank, Drottningg 45, 1904
- Nyborgs Yllefabrik, Garvaregatan, 1905–1907
- Norrköpings folkbank, Trädgårdsg 6, 1906
- Östergötlands Enskilda bank, Drottningg 12, 1908
- Jordbrukarebanken (Mälarbanken), 1917-1919
- Maskinhall och kontor i kv Triangeln, 1903-1917
- Göta Hotell, Drottningg 1, 1904
- Affärshus Pelikan, 1906
- Norrköpings gamla vattentorn, 1907
- Biografen Kronan, Drottningg 20, 1916
- Biografen Skandia, Drottningg, 1918
- Biografen Rialto, St Persg, 1918
- Frans och Matilda Bloms stiftelse, N Promenaden, 1919

### Övriga byggnadsverk
- Sparbanken i Enköping, 1895-1897
- Brandstodsbolaget, kv Bikupan 11, Vasavägen 8, Linköping, 1901
- Kullbergska huset, Katrineholm, 1902-1904
- Sparbanken i Mjölby, 1904
- Östergötlands läns hypoteksbank, Linköping, 1907-1909
- Östgöta hypoteksförening, Ljungby, 1907-1909
- Motala Tingshus, 1910
- Katrineholms stadshotell, 1914-1916
- Vattentorn i Valdemarsvik
- Östersunds stadshotell
- Söderköpings stadshotell
- Hultsfreds stadshotell

### Bilder (verk i urval)

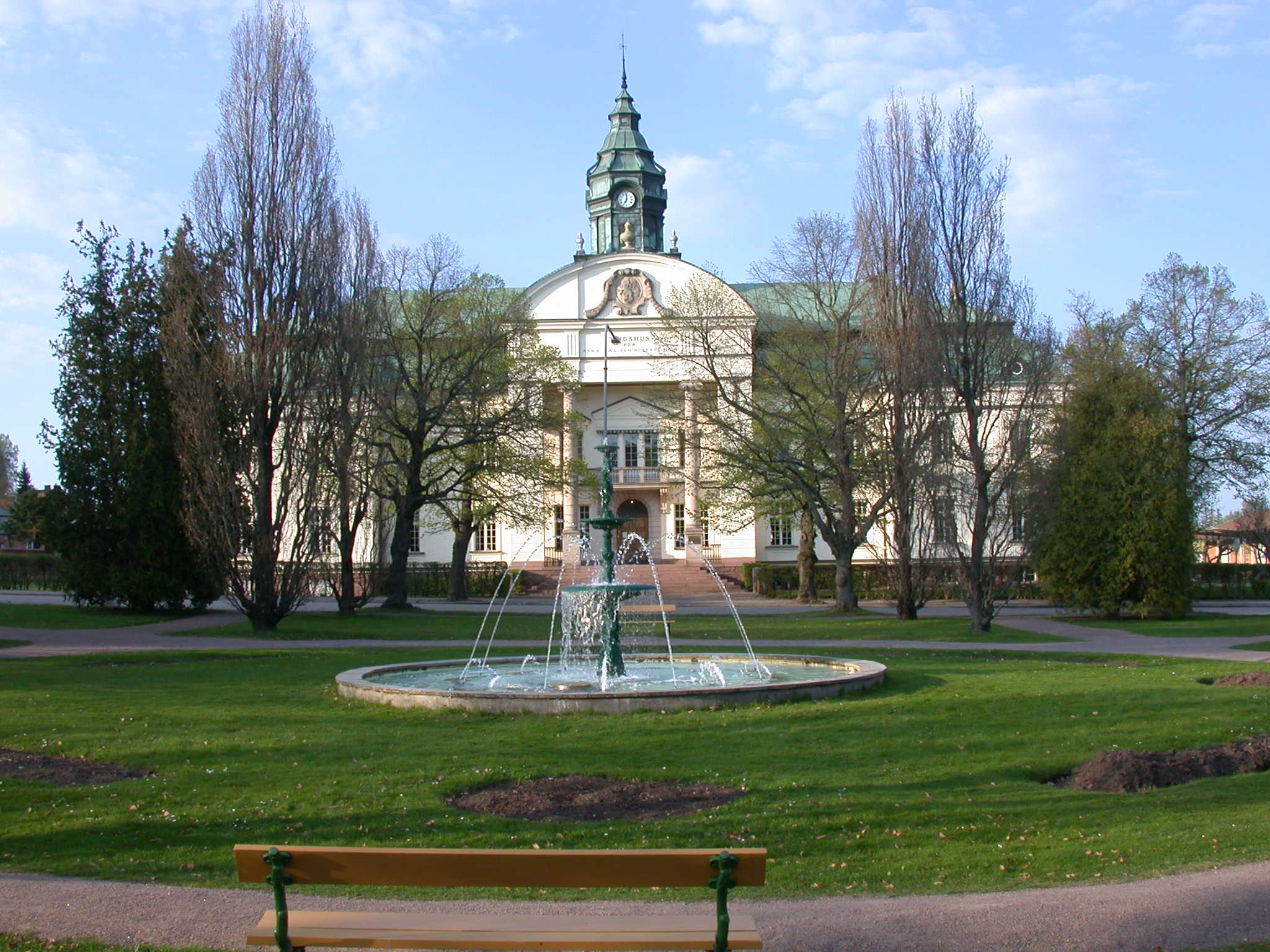
Motala Tingshus
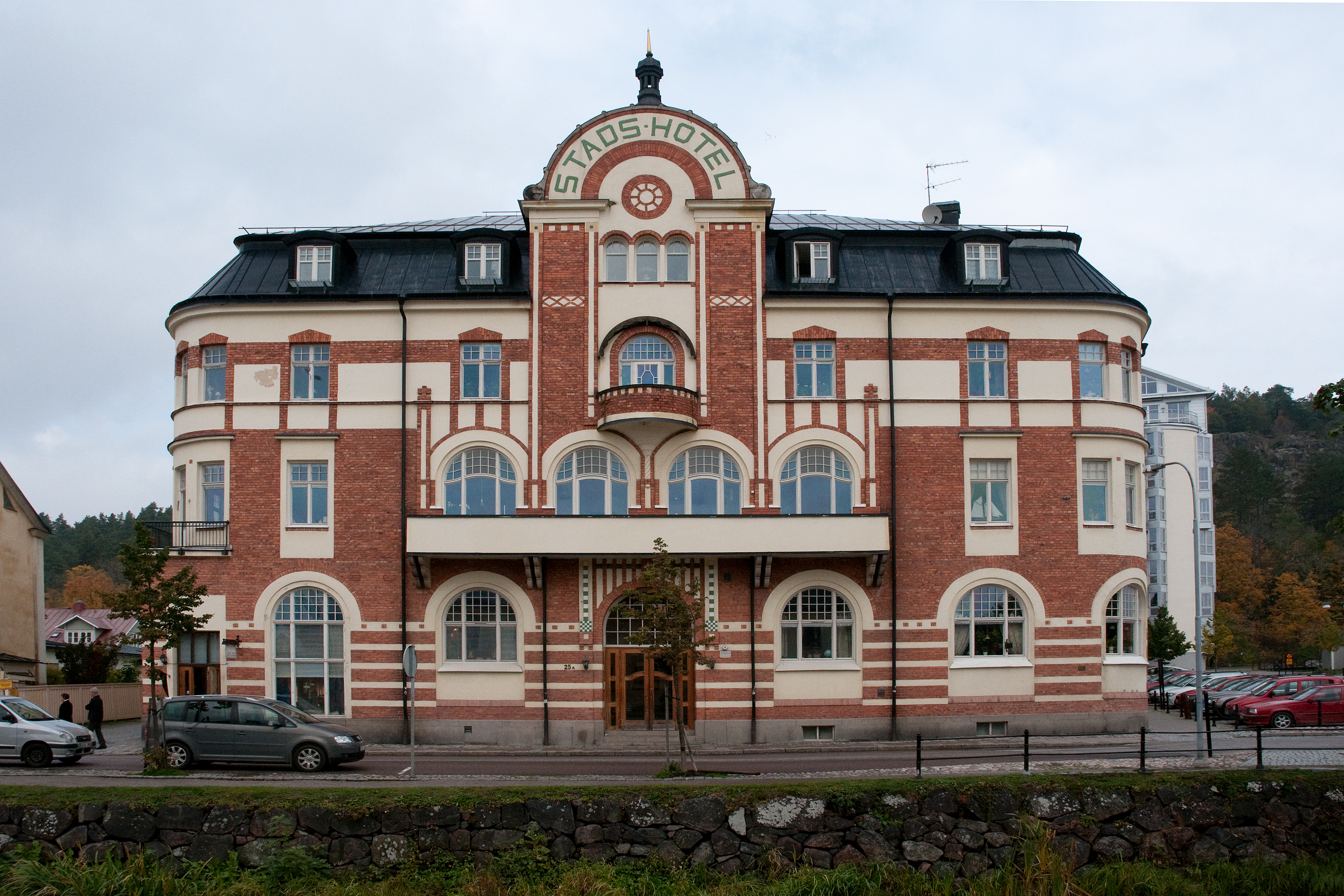
Söderköpings stadshotell
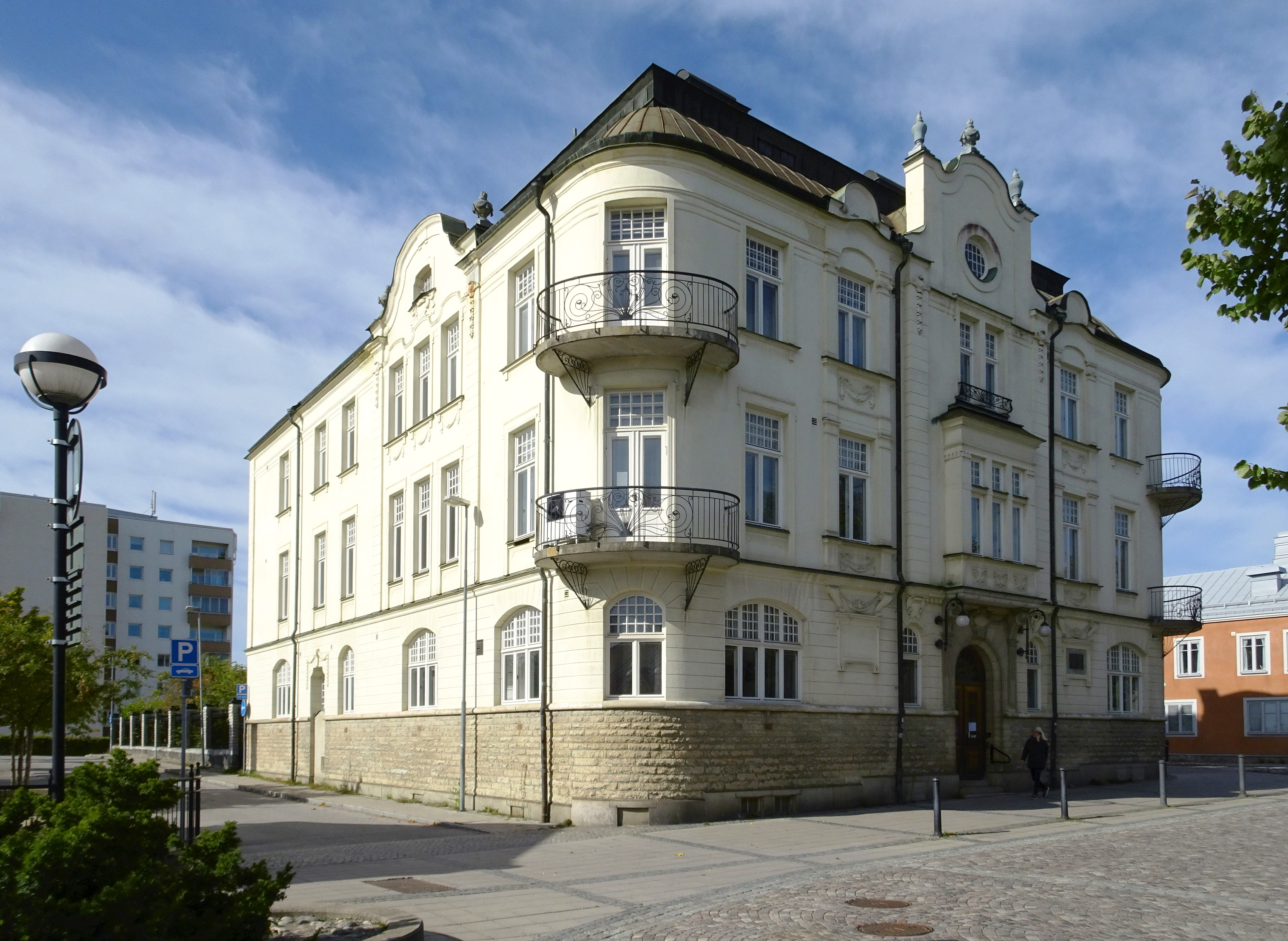
Kullbergska huset
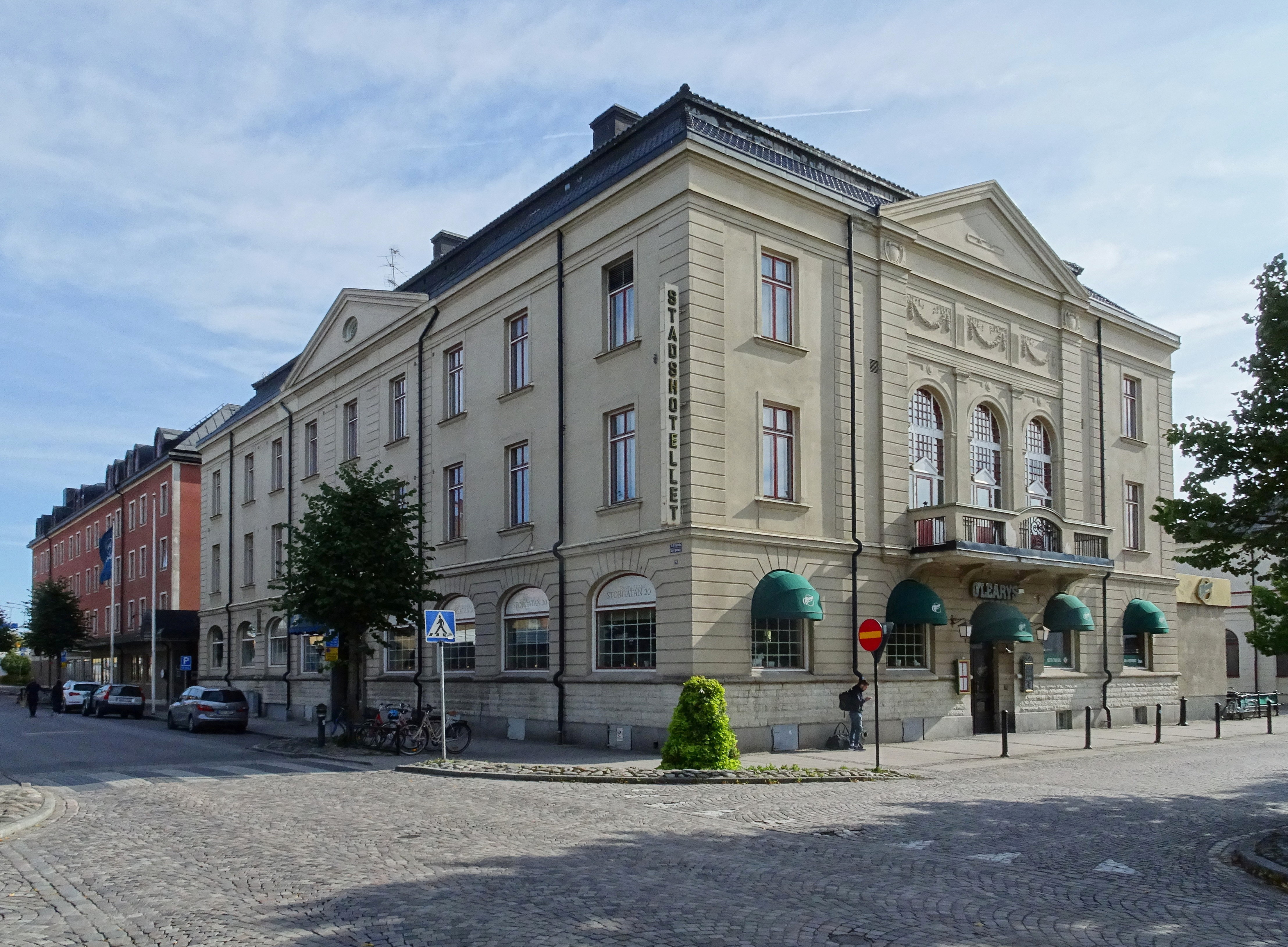
Katrineholms stadshotell